# إليسا سيموني
إليسا سيموني (مواليد 26 يوليو 1973) سياسية إيطالية.
وُلدت سيموني في فيجلين فالدارنو، وتخرجت في العلوم السياسية ثم حصلت على درجة الماجستير في التربية وإدارة الموارد البشرية. كانت سكرتيرة لديمقراطيي يسار فالدارنو فيورنتينو ومستشارة في بلدية إنسيسا في فال دارنو. من عام 2006 إلى عام 2009 كانت مفوضًا إقليميًا للتعليم في المجلس الذي يقوده ماتيو رينزي، وبين عامي 2009 و 2013 كانت مفوضًا إقليميًا للعمل في المجلس بقيادة أندريا باردين.
انتخبت في البرلمان الإيطالي في فبراير 2013 مع الحزب الديمقراطي.